# Casa popular de maçoneria
La casa popular de maçoneria és una casa cantonera de Lloret de Mar (Selva) protegida com a Bé Cultural d'Interès Local.

## Descripció
Casa cantonera que consta de planta baixa i pis amb coberta de teula àrab a un sol vessant. Al costat dret hi ha la porta d'accés i a l'esquerra hi ha un cos adossat, també amb coberta de teula. L'aparell constructiu, maçoneria en aquest cas, està a la vista. L'estat de conservació és dolent, les obertures estan tapiades.
Es tracta d'un testimoni residual de l'arquitectura popular del Lloret vuitcentista.